# Гемюнден (Рейн-Гунсрюк)
Гемюнден (нім. Gemünden) — громада в Німеччині, розташована в землі Рейнланд-Пфальц. Входить до складу району Рейн-Гунсрюк. Складова частина об'єднання громад Кірхберг.
Площа — 10,67 км2. Населення становить 1296 ос. (станом на 31 грудня 2020).

## Відомі люди
- Йозеф Грое (1902—1987) — партійний і державний діяч Третього Рейху.